# Andrena melanochroa
Andrena melanochroa är en biart som beskrevs av Cockerell 1898. Den ingår i släktet sandbin och familjen grävbin. Inga underarter finns listade i Catalogue of Life.

## Beskrivning
Ett bi med i huvudsak mörkbrun till svart grundfärg. Behåringen på huvud, mellankropp och ben är kort men tämligen tät, vitaktig hos hanen, mera ljusgrå hos honan. Honans baklår har pollenkorgar, täta samlingar av kort, vitaktig päls som används för polleninsamling. Bakkroppen har en svagt grönaktig ton och mycket kort behåring som formar smala, otydliga band på segmentens framkanter, främst hos honan; hanen saknar nästan helt några bakkroppsband. Arten är liten; honan blir omkring 6 mm lång, hanen omkring 5 mm.

## Ekologi
Släktets medlemmar är solitära bin som bygger underjordiska larvbon. Även om de inte är samhällsbyggande, kan flera honor placera sina bon i närheten av varandra. Denna art är oligolektisk, den är en födospecialist som framför allt besöker växter ur familjen rosväxter. Den har emellertid även påträffats på familjerna flockblommiga växter, korgblommiga växter, korsblommiga växter, ljungväxter, ärtväxter, ranunkelväxter, brakvedsväxter och vänderotsväxter. Aktivitetsperioden varar från mars till juli.

## Utbredning
Utbredningsområdet omfattar östra Nordamerika från Minnesota i USA i väster till Nova Scotia i Kanada i öster, och söderöver till North Carolina och Georgia.